# Zjazd (film)
Zjazd – amerykański film dokumentalny z 2007 r. w reżyserii Marka Obenhausa.
Film ukazujący historie narciarstwa ekstremalnego w Ameryce.

## Obsada
- Ingrid Backstrom
- Anselme Baud
- Bill Briggs
- Doug Coombs
- Chris Davenport
- Stefano Benedetti
- Shane McConkey
- Andrew McLean
- Seth Morrison
- Eric Pehota
- Glen Plake